# Epsilonproteobacteria
Epsilonproteobacteria (auch ε-Proteobacteria) bezeichnet eine Klasse im phylogenetischen System der Bakterien, das auf der Grundlage der Basensequenz der ribosomalen 16S-Ribonukleinsäure (16S-rRNA) aufgestellt wurde. Das Phylum (der Stamm) Proteobacteria wird in die 5 Klassen Alphaproteobacteria bis Epsilonproteobacteria eingeteilt. In den letzten Jahren sind noch zwei weitere Klassen hinzugekommen, die Oligoflexia und die Zetaproteobacteria. Aufgrund der dünnen Mureinhülle, der eine Lipid-Membran aufgelagert ist, sind alle Vertreter dieses Stammes gramnegativ.
Zu den Epsilonproteobacteria zählen nur zwei Ordnungen:
- Campylobacterales Garrity et al. 2006
- Nautiliales Miroshnichenko et al. 2004

sowie weitere, bisher nicht sicher eingeordnete Isolate.
Die Ordnung Campylobacterales wiederum beinhaltet bisher nur die zwei Familien Campylobacteraceae Vandamme & De Ley 1991 mit den Gattungen
- Campylobacter Sebald & Véron 1963
- Arcobacter Vandamme et al. 1991 und
- Sulfurospirillum Schumacher et al. 1993

sowie Helicobacteraceae Garrity et al. 2006 mit den Gattungen
- Helicobacter Goodwin et al. 1989 und
- Wolinella Tanner et al. 1981.

Helicobacter pylori wurde aus dem menschlichen Magen isoliert und wird für die Entstehung von Magengeschwüren verantwortlich gemacht.
Unter Diskussion steht zurzeit (April 2019) noch die Familie „Hydrogenimonaceae“, hierzu wird die Gattung Hydrogenimonas Takai et al. 2004 gestellt.